# Micragone ducorpsi
Micragone ducorpsi är en fjärilsart som beskrevs av Fleury. 1925. Micragone ducorpsi ingår i släktet Micragone och familjen påfågelsspinnare. Inga underarter finns listade i Catalogue of Life.